# Senecio pottsii
Senecio pottsii là một loài thực vật có hoa trong họ Cúc. Loài này được Armstr. miêu tả khoa học đầu tiên năm 1872.